# Pieve di San Floriano
La pieve di San Floriano è una chiesa parrocchiale situata nel comune di San Pietro in Cariano, nella frazione di San Floriano, nel cuore della Valpolicella, in provincia e diocesi di Verona; fa parte del Vicariato della Valpolicella, precisamente dell'Unità Pastorale 
San Pietro - San Floriano.
 È considerata una delle più belle chiese romaniche della provincia di Verona.

## Storia
Due privilegi berengariani menzionano la sua esistenza già a partire dall'anno 905, anche se l'edificio attuale risale al XII secolo. La pieve è stata edificata sul luogo dove prima sorgeva un cimitero pagano, come testimonia il numeroso impiego di marmi e pietre romane, fra cui due grandi cippi funebri. Altri resti d'are funerarie si trovano nel vialetto a fianco della chiesa, verso la strada provinciale.

Altra ipotesi è che sia sorta su un edificio votivo forse dedicato a Giove Ottimo Massimo.
In alcuni documenti risalenti ai secoli XI e XII si può venire a conoscenza che la sua giurisdizione ecclesiastica copriva i territori che oggi rappresentano i comuni di Marano, San Pietro in Cariano, Fumane e Pescantina. Era infatti a capo di uno dei tre piovadenghi in cui era diviso amministrativamente il territorio della Valpolicella. Gli altri erano relativi alla pieve di San Giorgio e alla pieve di Negrar.
Nel XII secolo la chiesa, forse in seguito al terremoto del 1117, fu ricostruita secondo i canoni dell’architettura romanica veronese. L’aspetto non era molto lontano da quello attuale, con facciata rivolta ad occidente, a corsi alternati di tufo e cotto, tre navate e copertura a capriate sostenute da colonne e pilastri. Allo stesso periodo risale la costruzione del chiostro dei canonici adiacente alla chiesa.
Tra il 1454 e il 1460, per decisione del Vescovo di Verona Ermolao Barbaro fu aperto il rosone al centro della facciata. Allo stesso periodo risalirebbero anche le volte in muratura che coprono le navate.
Don Cristoforo Dionisi, rettore della chiesa tra il 1567 e il 1609, fece riedificare il chiostro sul lato sud della chiesa nello stile in voga a quel tempo, il tardo-rinascimentale.
Al 1626 risale l’altare dove oggi è collocata la pala con la Vergine del Rosario, voluto dal parroco don Bernardino Corrardi, come riporta l’iscrizione. Al 1670 risale invece l’altare dell’Immacolata, posto al termine della navata meridionale.
Tra il 1731 e il 1748 l’arciprete don Pietro Peretti ristrutturò la chiesa secondo gli stilemi dell’architettura barocca. Fu collocata così la trabeazione sopra gli archi della navata centrale, pilastri e colonne furono ricoperti di encausto e marmorino, mentre i preziosi capitelli furono scalpellati. Si decise di aprire delle finestre rettangolari nella navata centrale e si costruirono le volte nelle cappelle laterali.
Nel 1871 fu collocato l’attuale pavimento in marmo, posto sessanta centimetri sopra al precedente costituito da grossi mattoni in cotto intervallati da lastre tombali delle famiglie locali.
Ulteriore modifica alla chiesa fu portata tra il 1890 e il 1904 con l’allungamento del presbiterio e l’aggiunta della nuova abside neoromanica.
Nel 1960 si decise di riportare gran parte della chiesa alla situazione antecedente alla conversione barocca. Il restauro portò al rinvenimento di numerosi reperti antichi, tra cui un’iscrizione antica da molti attribuita al costruttore della chiesa originaria del periodo tardo longobardo, un certo Silvestro assieme ai suoi discepoli.
Tra la fine del XX secolo e l’inizio del XXI furono compiuti lavori di restauro legati alla copertura (a cura dell’architetto Carlo Carli, 1989-1990), al sagrato e al portico (a cura dell’architetto Arturo Sandrini, 2002), alla chiesa e al campanile (a cura dell’architetto Enrico Zorzi, 2007) e al prospetto ovest del corpo di collegamento e del prospetto nord della canonica (sempre a cura dell’architetto Zorzi, 2009).

## Il complesso

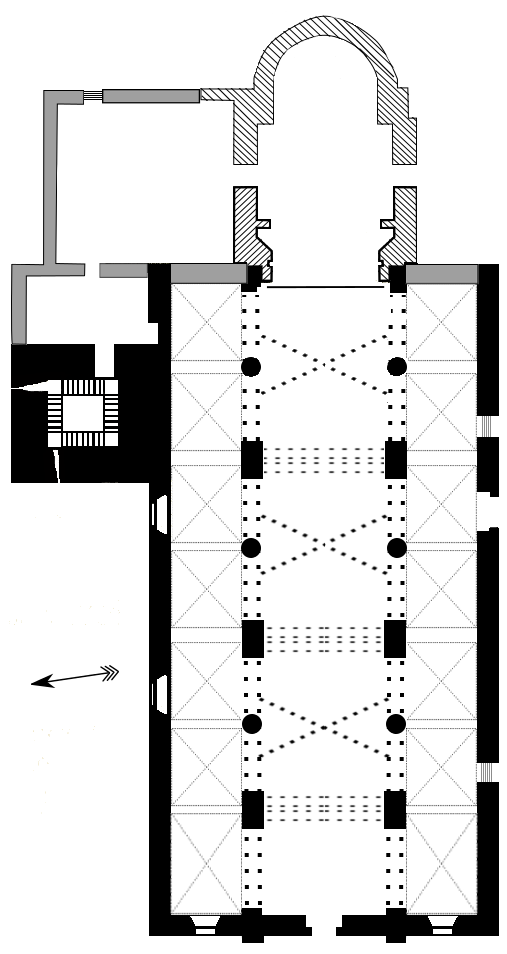
Pianta della chiesa

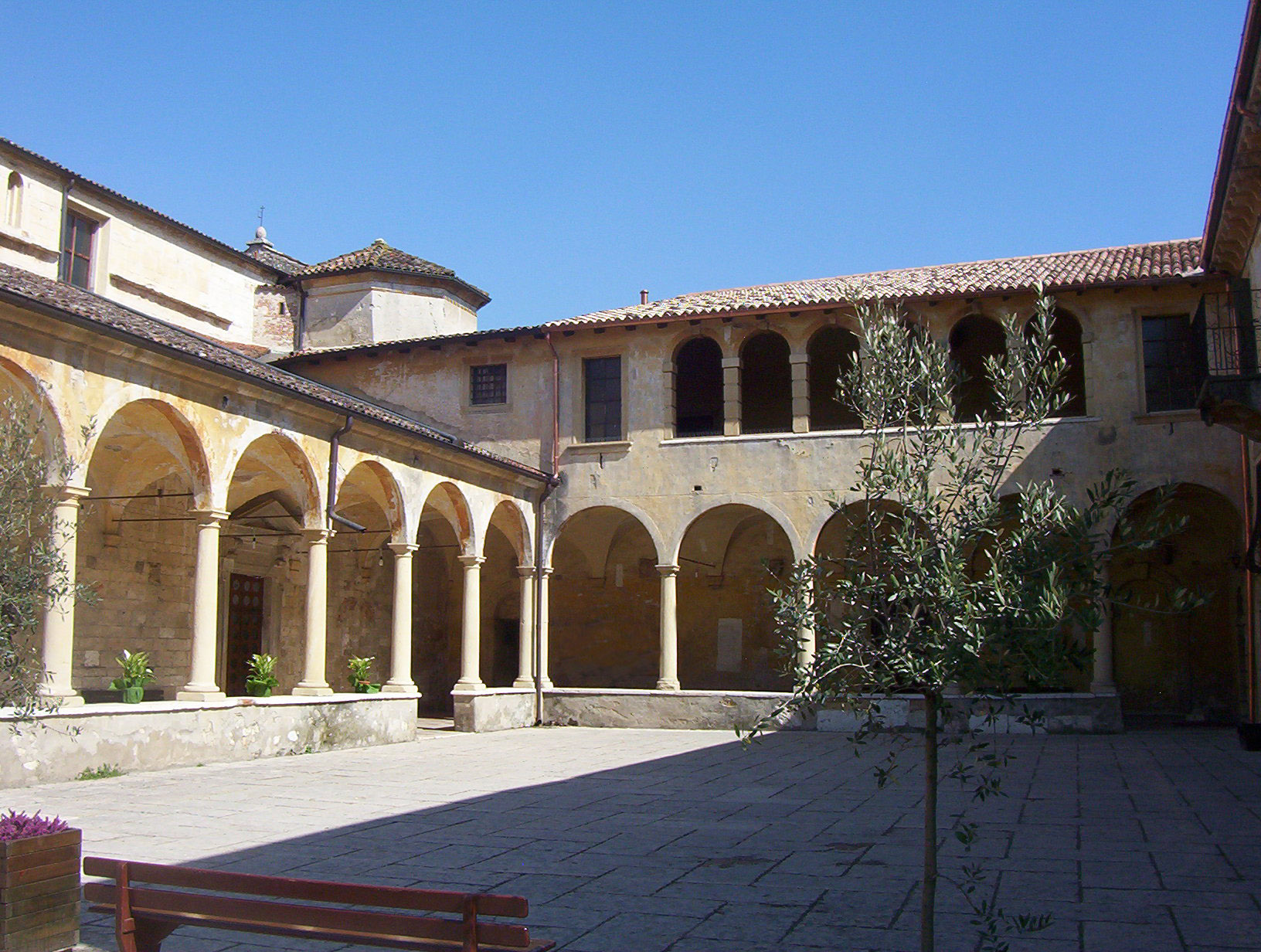
Il bel chiostro sul lato sud

La facciata della chiesa è tripartita e presenta un coronamento di un fregio di archetti. Realizzati partendo da due cippi sepolcrali romani due contrafforti dividono la facciata. Il protiro è sostenuto da due mensole con profilo a volte convesso, a volte concavo.
L'interno della chiesa è stato più volte oggetto di rivisitazioni fino al 1743, allontanandosi sempre di più dal suo stile romanico. L'interno è decorato da un unico ordine di pilastri corinzi risalenti al settecento. Dell'antico coro non rimane più nulla.
Originariamente l'edificio era dotato di tre absidi, di cui oggi ne rimane una soltanto. Di quella posta a nord, rimangono solo alcune vestigia che compongono un muro attiguo alla canonica.
La muratura orientale della navata centrale è realizzata interamente in tufo, così come la facciata, mentre la navatella meridionale presenta un fianco in tufo e calcare. Sempre su questo fianco, vi sono sei monofore, in gran parte occultate. La strombatura di queste finestre appare scalinata e talvolta impreziosita da alcune sculture raffiguranti pavoni.
Oltre alla chiesa il complesso presenta un chiostro seicentesco e una imponente torre campanaria posta sul lato nord della chiesa. Il lato del chiostro adiacente alla chiesa presenta diverse sculture raffiguranti motivi floreali e decorazioni. Lo stile con cui sono stati realizzati ricorda molto quelli presenti a San Giovanni in Valle.

### La torre campanaria

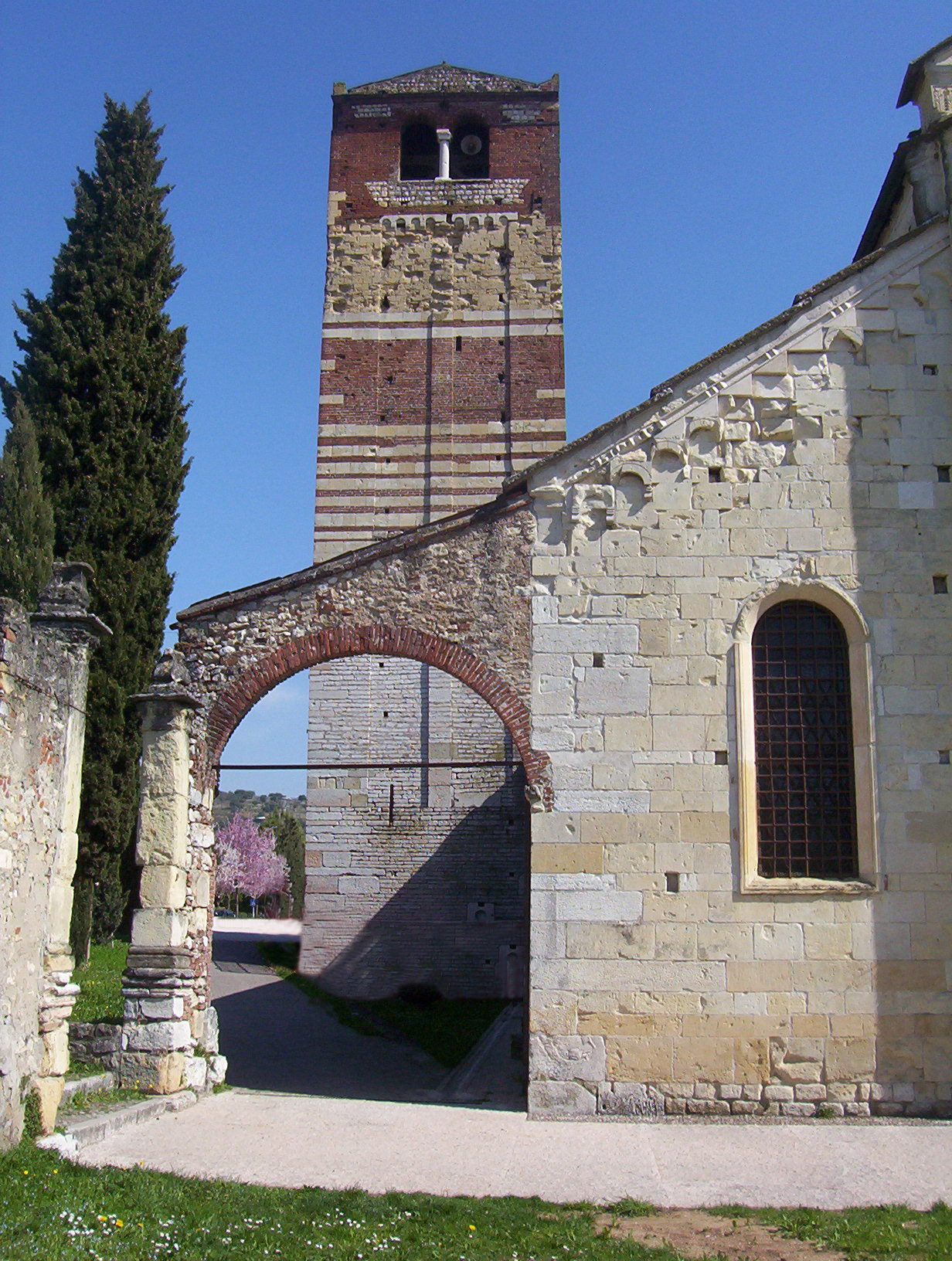
Torre campanaria

Suo lato nord della pieve è presente una torre campanaria. Il basamento, di tale torre, è di pietra mentre la canna prosegue a file alternate di conci di tufo e cotto per terminare poi con il solo cotto della cella campanaria. La cella campanaria è aperta da bifore separate da colonnette di pietra. Anche questo campanile, come altri in Valpolicella, ricorda, nella sua impostazione, il campanile della basilica di San Zeno di Verona.
La torre ospita un concerto di cinque bronzi in Reb3, fusi dalla ditta Cavadini nel 1877. Il maggiore pesa 1330 kg e sono tutti montati per essere suonati secondo la tecnica a concerto delle Campane alla veronese.

### Fonti antiche
- Wart Arslan, L'architettura romanica veronese, Verona, 1939.
- Wart Arslan, La scultura e la pittura veronese dal secolo VIII al secolo XII, Milano, 1943.
- Gianbattista Biancolini, Notizie storiche delle chiese di Verona, Verona, 1750.
- (EN) Arthur Kingsley Porter, Lombard Architecture, New Haven, 1917,  p. 363.
- (DE) Karl Schnaase, Geschichte der bildenden Künste, Düsseldorf, 1866.
- Luigi Simeoni, Guida storico artistica di Verona e Provincia, Verona, 1909.
- Pietro Toesca, Storia dell'Arte Italiana. Il medioevo, Torino, 1927,  pp. 150 e 387.

### Fonti moderne
- Andrea Castagnetti e Gian Maria Varanini, Il veneto nel medioevo: Dai Comuni cittadini al predominio scaligero nella Marca, Verona, Banca Popolare di Verona, 1991, ISBN 88-04-36999-X.
- Eugenio Cipriani, Escursioni in Valpolicella, Verona, Cierre, 1991, ISBN 88-85923-22-4.
- Lino Marchesini, La Pieve di S. Floriano, Verona, Edizioni di vita veronese, 1980, ISBN non esistente.
- Giuseppe Silvestri, La Valpolicella, Centro di documentazione per la storia della Valpolicella, 1950, ISBN non esistente.
- Giovanni Solinas, Storia di Verona, Verona, Centro Rinascita, 1981, ISBN non esistente.
- Giuseppe Franco Viviani (a cura di), Chiese nel veronese, Verona, Vago di Lavagno, Società Cattolica di Assicurazione - La Grafica Editrice, 2004.